# Liste der Kulturdenkmale in Schweinsdorf (Freital)
Die Liste der Kulturdenkmale in Schweinsdorf enthält alle Kulturdenkmale des Freitaler Stadtteils Schweinsdorf. Die Anmerkungen sind zu beachten.
Diese Liste ist eine Teilliste der Liste der Kulturdenkmale in Freital.

## Legende
- Bild: Bild des Kulturdenkmals, ggf. zusätzlich mit einem Link zu weiteren Fotos des Kulturdenkmals im Medienarchiv Wikimedia Commons. Wenn man auf das Kamerasymbol klickt, können Fotos zu Kulturdenkmalen aus dieser Liste hochgeladen werden:
- Bezeichnung: Denkmalgeschützte Objekte und ggf. Bauwerksname des Kulturdenkmals
- Lage: Straßenname und Hausnummer oder Flurstücknummer des Kulturdenkmals. Die Grundsortierung der Liste erfolgt nach dieser Adresse. Der Link (Karte) führt zu verschiedenen Kartendiensten mit der Position des Kulturdenkmals. Fehlt dieser Link, wurden die Koordinaten noch nicht eingetragen. Sind diese bekannt, können sie über ein Tool mit einer Kartenansicht einfach nachgetragen werden. In dieser Kartenansicht sind Kulturdenkmale ohne Koordinaten mit einem roten bzw. orangen Marker dargestellt und können durch Verschieben auf die richtige Position in der Karte mit Koordinaten versehen werden. Kulturdenkmale ohne Bild sind an einem blauen bzw. roten Marker erkennbar.
- Datierung: Baubeginn, Fertigstellung, Datum der Erstnennung oder grobe zeitliche Einordnung entsprechend des Eintrags in der sächsischen Denkmaldatenbank
- Beschreibung: Kurzcharakteristik des Kulturdenkmals entsprechend des Eintrags in der sächsischen Denkmaldatenbank, ggf. ergänzt durch die dort nur selten veröffentlichten Erfassungstexte oder zusätzliche Informationen
- ID: Vom Landesamt für Denkmalpflege Sachsen vergebene, das Kulturdenkmal eindeutig identifizierende Objekt-Nummer. Der Link führt zum PDF-Denkmaldokument des Landesamtes für Denkmalpflege Sachsen. Bei ehemaligen Kulturdenkmalen können die Objektnummern unbekannt sein und deshalb fehlen bzw. die Links von aus der Datenbank entfernten Objektnummern ins Leere führen. Ein ggf. vorhandenes Icon  führt zu den Angaben des Kulturdenkmals bei Wikidata.

## Liste der Kulturdenkmale
| Bild                                    | Bezeichnung                                                                                 | Lage | Datierung                                                                                              | Beschreibung | ID       |
| --------------------------------------- | ------------------------------------------------------------------------------------------- | --- | --- | --- | -------- |
|                                         | Transformatorenhäuschen                                                                     | Am Hexenberg/Ecke Rudeltstraße (Karte)                                                                         | 1920er Jahre (Transformatorenstation)                                                                  | Transformatorenhäuschen im Stil der umgebenden Siedlung | 08963978 |
| Direkt Bild zu diesem Denkmal hochladen | Sachgesamtheit Raschelbergsiedlung                                                          | Am Raschelberg 3; 6; 5; 6; 7; 8; 9; 10; 11; 12; 13; 14; 15; 16; 17; 18; 19; 20; 21; 22; 23; 24; 25; 26; 27; 28 | 1920 bis 1928 (Siedlung); um 1930 (Siedlung)                                                           | Sachgesamtheit Raschelbergsiedlung mit folgenden Einzeldenkmalen: Einfach- und Doppelwohnhäuser der ehemaligen Landessiedlungsgesellschaft »Sächsisches Heim« (Einzeldenkmal ID-Nr. 08964061), Siedlungsgrün als Sachgesamtheitsteil; charakteristisches Beispiel genossenschaftlichen Siedlungsbaus der 1920er Jahre in sachlicher, regionalbezogener Bauweise, Anlage von hohem städtebaulichen und ortsgeschichtlichen Wert. | 09305364 |
| Direkt Bild zu diesem Denkmal hochladen | Einfach- und Doppelwohnhäuser der ehemaligen Landessiedlungsgesellschaft „Sächsisches Heim“ | Am Raschelberg 3; 6; 5; 6; 7; 8; 9; 10; 11; 12; 13; 14; 15; 16; 17; 18; 19; 20; 21; 22; 23; 24; 25; 26; 27; 28 | 1920 bis 1928                                                                                          | Einzeldenkmale der Sachgesamtheit Raschelbergsiedlung: Einfach- und Doppelwohnhäuser der ehemaligen Landessiedlungsgesellschaft „Sächsisches Heim“ (Sachgesamtheit ID-Nr. 09305364); charakteristisches Beispiel genossenschaftlichen Siedlungsbaus der 1920er Jahre in sachlicher, regionalbezogener Bauweise, Anlage von hohem städtebaulichen und ortsgeschichtlichen Wert. | 08964061 |
|                                         | Feilenfabrik Mehlhose (ehem.)                                                               | Dresdner Straße 303 (Karte)                                                                                    | 1838 (Fabrik, alter Kern); um 1930 (Pförtnerhaus); 1898 (Maschinenhalle); um 1930 (Fabrikantenwohnung) | Ehemalige Feilenfabrik Mehlhose, bestehend aus den zur Dresdner Straße giebelständigen Gebäuden der früheren Schleiferei und der Härterei, der traufseitigen und als Verbindungsbau fungierenden ehemaligen Maschinenhalle, dem früheren Verwaltungsgebäude mit dem vermutlich 1930 angebauten Fabrikantenwohnhaus, dem ehemaligen Kesselhaus mit zugehörigem achteckigen Schornstein (inzwischen gekürzt) und später angebautem Werkstattgebäude, der früheren Schmiede mit achteckigem Schornstein (inzwischen gekürzt) und dem späteren Anbau der Glüherei sowie dem um 1930 errichteten Pförtnergebäude; bedeutendes und weitgehend original erhaltenes Zeugnis der Industriegeschichte Freitals, besonders im Kontext mit der angrenzenden früheren Thodeschen Papierfabrik bzw. der ehemaligen Rotgarnfärberei von Interesse, durch die beiden Klinkerschornsteine stark ortsbildprägend und signifikant für die auch als „Tal der Arbeit“ bezeichnete Industrieregion | 08963891 |
|                                         | Wohnhaus                                                                                    | Jägerstraße 14 (Karte)                                                                                         | 1900 oder kurz danach (Wohnhaus)                                                                       | Wohnhaus in offener Bebauung; Zierfachwerk mit Einflüssen des Jugendstils, weitgehend ursprünglich, u. a. baugeschichtliche Bedeutung | 08951447 |
| Direkt Bild zu diesem Denkmal hochladen | Kellergewölbe                                                                               | Jägerstraße 29 (Karte)                                                                                         | 18. Jh.                                                                                                | Kellergewölbe; baugeschichtlich von Bedeutung | 08963976 |
|                                         | Ehem. Forsthaus                                                                             | Jägerstraße 31 (Karte)                                                                                         | 1905 (Forsthaus)                                                                                       | Ehemaliges Forsthaus mit Einfriedung; mit Einflüssen des Schweizerstils, bau- und ortsgeschichtliche Bedeutung | 08964028 |
| Direkt Bild zu diesem Denkmal hochladen | Sachgesamtheit Friedhof Deuben; Johanniskapelle                                             | Poisentalstraße 31                                                                                             | um 1900 (Friedhof)                                                                                     | Sachgesamtheit Friedhof Deuben: Einzeldenkmal Kapelle (neoromanischer Zentralbau mit Vorbau) (Einzeldenkmal ID-Nr. 08963975) und Friedhof (Gartendenkmal); mit Einfriedung, verschiedenen Gehölzen und Blickbeziehungen, baugeschichtliche und gartenkünstlerische Bedeutung. | 09301347 |
| Weitere Bilder                          | Johanniskapelle                                                                             | Poisentalstraße 31 (Karte)                                                                                     | bez. 1901–1902 (Eingang)                                                                               | Einzeldenkmal der Sachgesamtheit Friedhof Deuben: Friedhofskirche (neoromanischer Zentralbau mit Vorbau) (Sachgesamtheit ID-Nr. 09301347) sowie 4 Grabmale und 10 Grabanlagen; baukünstlerische Bedeutung (Kirche) und z. T. künstlerische Bedeutung. | 08963975 |
| Direkt Bild zu diesem Denkmal hochladen | Doppelwohnhaus                                                                              | Niederhäslicher Straße 6                                                                                       | 1920er Jahre                                                                                           | Doppelwohnhaus der ehemaligen Landessiedlungsgesellschaft „Sächsisches Heim“; charakteristisches Beispiel genossenschaftlichen Siedlungsbaus der 1920er Jahre in sachlicher, regionalbezogener Bauweise, Anlage von hohem städtebaulichen und ortsgeschichtlichen Wert | 09305365 |
|                                         | Mietvilla                                                                                   | Wartburgstraße 28 (Karte)                                                                                      | 1910er Jahre (Mietvilla)                                                                               | Mietvilla im Reformstil, mit markanten Zaunpfeilern; u. a. baugeschichtliche Bedeutung | 08964986 |

## Ausführliche Denkmaltexte
1. ↑  
Einfach- und Doppelwohnhäuser der ehemaligen Landessiedlungsgesellschaft "Sächsisches Heim", 1920-28, in sachlicher, regionalbezogener Bauweise. Zweigeschossige massive Putzbauten, Fenster ursprünglich mit 6-feldriger Sprossung und Schlagläden (z. T. noch erhalten), Eingänge mit kurzer Überdachung und Ziegelrahmung, Satteldach, Biberschwanzdeckung; strukturprägend die Gruppen von trauf- oder giebelständigen Gebäuden; giebelständige Gebäude mit einem Eingang in Mittelachse, zwei verschiedene Hauslängen; Doppelwohnhäuser traufständig; die giebelständigen Häuser erscheinen gepaart, was erreicht wird durch gegenüberliegende Eingänge und jeweils abgewandten Gartenseiten (Hecke zur Straße) sowie durch verbindendes Mäuerchen; Häusergruppen in verschiedenen Farben wie Safrangelb, warmer Rotton oder Putzfarbe. Die Gebäude 5, 7, 9, 20 und 21 sind bereits entstellend renoviert worden und sind daher keine Einzeldenkmale. Aufgrund einer guten Sanierungskonzeption ist die Siedlung ansonsten das einzige noch überwiegend authentische Zeugnis der zahlreichen genossenschaftlichen Siedlungsprojekte des "Roten Freital" im ersten Drittel des 20. Jh. Die Siedlung, die auch durch den renommierten
Gartenarchitekten Gustav Allinger mitentworfen wurde, hat eine bemerkenswerte Struktur und ist städtebaulich von hohem Wert. Die Stellung der Gebäude zueinander (z.B. Traufständigkeit vs. Giebelständigkeit, Hofbildung durch gegenüberliegende Eingänge), das Verhältnis Haus-Garten-Hecken sowie die differenzierte Farbgebung zeugen von einer beeindruckenden Durchdachtheit des Plans (LfD/2012).
2. 1 2  
Friedhof Deuben mit Friedhofskirche (Johanniskapelle) und einigen Grabanlagen mit z.T. künstlerischer Bedeutung; die Friedhofskirche ist ein neoromanischer Zentralbau von Fritz Reuter mit achtseitigem Vierungsturm über griechischem Kreuz, der u.a. die Aachener Pfalzkapelle zitiert; baugeschichtliche Bedeutung. Der Bruchsteinbau mit Cottaer Sandsteingliederung hat an der W-Seite eine gedrückte offene Vorhalle, dort steiler Giebel mit großer Fensterrose, das Portal mit Dreiecksgiebel ist datiert 1901/02; an der N-Seite halbrunde Apsis mit kleiner Fensterarkatur; im Innern auf gedrückten Säulen Vierungsbögen, die einen Tambour mit flacher Kuppel tragen (seit 1963 flache Zwischendecke eingezogen); von der einstigen Jugendstilausstattung sind von Paul Rößler Reste von floraler Ausmalung im Tambour sowie gemalte Engel am Vierungsbogen zur Apsis (ehemals zu einem großen Wandgemälde gehörend) erhalten; hölzerne Empore im S-Kreuzarm, in die Apsis ist eine überlebensgroße Kalksteingruppe von Christus und Johannes d.T. von Heinrich Wedemeyer eingestellt.
Der Friedhof erstreckt sich im S des Windberges von NO nach SW in der Form eines sehr lang gestreckten Rechtecks, das in der Mitte leicht abgewinkelt ist; regelmäßiges, geradliniges Wegesystem mit der Hauptlängsachse und zwei weiteren parallel zur SO- und NW-Grenze verlaufenden Längsachsen, sieben Querachsen, Hauptwege mit wassergebundener Wegedecke, in einem langgestreckten südöstlichen Quartier unregelmäßige Wegeführung und Rondell; Gehölze: an der Nordseite der Zufahrtstraße eine Baumreihe von sechs Linden mit abgesetzten Baumkronen und drei Kastanien, auf der Böschung im NO der Kapelle Baumgruppen (Bergahorn, Linde, Buche, Roteiche, Hainbuche), drei hoch aufgeastete Linden (von ehemals vier) in der Hauptlängsachse des Friedhofes am Schnittpunkt mit einem Querweg, Koniferenalleen im SW-Bereich des Friedhofs, Reste einer Weißdornhecke an der NW-Grenze des Friedhofs, im mittleren Bereich des Friedhofs südöstlich der Hauptlängsachse parkartige Gestaltung mit altem Koniferenbestand, im mittleren Bereich des Friedhofs nordwestlich der Hauptlängsachse Quartiere mit geschnittenen Hecken.

Grabstätten von ortsgeschichtlicher, z.T. von künstlerischer Relevanz: 

  1. Begräbnis der Familie Theodor Malky, um 1940: Monumentale Grabanlage einschl. Grabeinfassung mit klarer symmetrischer Gestaltung unter Verzicht auf figürlichen und ornamentalen Dekor, Grabwand aus schwarzem polierten Granit mit halbrundem Abschluss, im Tympanon schmales Kreuz und die Inschrift „FAMILIE THEODOR MALKY“ aus Bronze, darunter Schrifttafel, vor der Wand Gruftplatte mit Zugang zur unterirdischen Grablege. Theodor Malky (1862–1940) und seine Frau Martha Malky (1867–1948);
  2. Begräbnis der Familie Schneider: Breit gelagertes Wandgrab mit dreiteiligem Aufbau aus dunklem polierten Granit einschl. der Grabeinfassung, Mittelteil mit Hauptschrifttafel leicht erhöht, von Pilastern gerahmt und mit einer Art Mansarddach abgedeckt, an den seitlichen Tafeln Kränze und an den Pilastern floraler Dekor aus Bronze. Manfred Schneider (1905–1922) und weitere Familienangehörige;
  3. Begräbnis der Familie Käppler, um 1920: Wandgrab mit zentraler Schrifttafel gerahmt von floralem Rankwerk und zwei Pilastern mit ionischen Kapitellen, bekrönt mit fünffach gestaffeltem Aufsatz. Moritz Georg Käppler, Baumeister (1873–1920) und weitere Familienangehörige;
  4. Erbbegräbnis der Familie Reif, um 1903: Breit gelagertes Wandgrab mit dreiteiligem Aufbau aus dunklem polierten Granit einschl. Einfriedung mit hängender Bronzekette zwischen Granitpfosten, über einem profilierten Sockel erhöhter Mittelteil in Form eines hochrechteckigen, sich nach oben verjüngenden Grabmals mit der Inschrift „RUHESTAETTE DER FAMILIE REIF“ und einem Porträtmedaillon aus Bronze, Seitenteile niedriger und nach außen durch schlanke stelenartige Pfeiler abgeschlossen, Porträtrelief (bez. O. Rassau 1903) eines älteren bärtigen Mannes, stellt vermutlich den Erstbestatteten Friedrich Ernst Heinrich Reif dar. Friedr. Ernst Heinrich Reif, Baumeister in Niederhäslich (1857–1902), Johannes Paul Reif, Baumeister in Freital (1897–1932) und weitere Familienangehörige;
  5. Erbbegräbnis der Familie Immisch, um 1916: Breit gelagertes Wandgrab in der Art einer stilisierten griechischen Tempelarchitektur, zentrale Schrifttafel vertieft angebracht und von Eierstab umrahmt, flankiert von zwei hängenden Lorbeergirlanden, außen jeweils zwei kannelierte Pilaster als Rahmung, gesamte Wand von Dreiecksgiebel überfangen. Rudolf Erich Immisch (1895– 1916) und weitere Familienangehörige;
  6. Begräbnis der Familie Fuhrmann, um 1909: Wandgrab in der Form einer stilisierten Tempelfassade mit zentraler Schrifttafel flankiert von vier Säulen mit reichen Akanthusblattkapitellen, überfangen von einer Art Dreiecksgiebel mit Kreuzbekrönung, niedrige Einfriedung, heller Sandstein und dunkler Granit. Gustav Fuhrmann, Fabrikbesitzer und Kaufmann (1861–1909) und weitere Familienangehörige;
  7. Begräbnis der Familie Jähnig, um 1908: Wandgrab aus schwarzem polierten Granit mit dreigliedrigem Aufbau, Mittelteil gegenüber den Seitenwangen erhöht und in der Form einer stilisierten Ädikula gestaltet, im Giebelfeld Bergmannszeichen als bronzene Applikation, schmiedeeiserne, vom Jugendstil beeinflusste Einfriedung. Friedrich Moritz Jähnig (1849–1908) und weitere Familienangehörige;
  8. Begräbnis der Familie Becker, um 1905: Wandgrab in Form einer Ädikula, zwei Säulen flankieren die zentrale Schrifttafel und tragen ein massives profiliertes Gesims mit dreieckigem Aufsatz, schwarzer polierter Granit, schmiedeeiserne, vom Jugendstil beeinflusste Einfriedung. Ernst Emil Becker (1859–1905) und weitere Familienangehörige;
  9. Begräbnis der Familie Louis Herrmann, um 1893: Breit gelagertes Wandgrab in historisierender Formensprache, dreiteiliger architektonischer Aufbau, Mittelteil ädikulaartig gestaltet und von zwei Pilastern mit Schmuckgirlanden gerahmt, schmiedeeiserne Einfriedung. Auguste Emilie Prinz, geb. Herrmann (1851–1893), August Louis Herrmann, Kaufmann (1845–1896);
  10. Grabstein für 168 russische Soldaten und Bürger, um 1950: Grob behauene monolithische Granitstele, partiell geglätteter Vorderseite mit Inschrift in kyrillischen Buchstaben zum Andenken an die zwischen den Jahren 1941 und 1945 Verstorbenen;
  11. Grabstein für Angehörige verschiedener Nationen, um 1950: Nach oben spitz auslaufende, grob behauene monolithische Granitstele, partiell geglätteter Vorderseite mit Inschrift „Hier ruhen litauische, polnische, tschechoslovakische, ungarische Bürger 1940–1945“;
  12. Begräbnis der Familie Berger, um 1926: Monumentale und aufwendig gestaltete Grabanlage aus rotem Granit, rückwärtige Grabwand mit dreigliedrigem Aufbau, an den niedrigeren Seitenwangen Schrifttafeln, erhöhter Mittelteil mit dreieckig abgeschlossener Nische, davor auf einem breit gelagerten Sockel die Bronze(?)figur eines knienden weiblichen Engels, der ein Saiteninstrument spielt, seitlich niedrige Einfriedung aus Granit, am Weg schmiedeeisernes Gitter, auf den vorderen Ecken der Einfriedung große kelchartige Pflanzegefäße aus Bronze aufsitzend. Theodor Berger, Fabrikbesitzer (1869–1841) und seine Frau Hedwig Johanna (1883 -1926);
  13. Begräbnis der Familien Eger und Haucke, um 1920: Monopteros auf einem dreistufigen Unterbau, sechs achteckige Pfeiler durch Rundbögen verbunden, Rundkuppel kreuzbekrönt, im Inneren sargdeckelartige Gruftplatte mit vier Bronzeringen, auf der Innenseite der Pfeiler über- und oberhalb der Kämpfer applizierte Bronzeinschriften für die Verstorbenen sowie Bronzetafeln im Sockelbereich, monumentale Wirkung durch die glatten Wandflächen und den weitgehenden Verzicht auf schmückenden Dekor, Granit. Luise Clara Margareth Haucke (1881–1921[?]), Heinrich Richard Eger, Kommerzienrat und Mühlenbesitzer (Egermühle) (1849–1927) und weitere Familienangehörige;
  14. Begräbnis der Familien Sohre und Grübler, um 1912: Wandgrab mit dreigliedrigem architektonischen Aufbau, zentrale Schrifttafel im erhöhten Mittelteil von zwei Pilastern flankiert, in der Formensprache Einflüsse des Neoklassizismus und des Jugendstils, niedrige seitliche Einfriedung, Sandstein. Otto Sohre (1870–1912) und weitere Familienangehörige (LfD/2012).